# Лангенау, Фердинанд фон
Барон (с 1827) Фердинанд фон Лангенау (нем. Ferdinand von Langenau; 8 февраля 1818, Линц — 19 января 1881, Вена) — австрийский генерал от кавалерии (1870), посол в России в 1871—1880 годах.

## Биография
Родился в 1818 году в Линце. Сын героя герой Лейцпигского сражения, фельдмаршал-лейтенанта (генерал-лейтенанта) Фридриха фон Лангенау (1782—1840). В 1827 году был возведён в баронское достоинство вслед за отцом.
Поступив на службу офицером в австрийскую армию, Лангенау служил в гусарах. В 1849 году он был прикомандирован австрийским правительством к союзным русским войскам, направленным в Венгрию для подавления бушевавшего там восстания. Был тяжело ранен в бою при Ваце, в результате чего лишился ноги. В конце того же года был уволен в запас с производством в генерал-майоры. 
После этого избрал для себя карьеру дипломата. В 1851 году был назначен австрийским послом в Швеции. В 1859 году, по-прежнему числясь на военной службе, был повышен до фельдмаршал-лейтенанта (генерал-лейтенанта) и назначен австрийским послом в Нидерландах, где оставался до 1871 года. В 1870 году был произведён в генералы от кавалерии. 
В чине полного генерала, Лангенау в 1871 году был отправлен послом в Санкт-Петербург, где оставался вплоть до 1880 года. Его общее с русскими боевое прошлое несомненно способствовало налаживанию дипломатических отношений, которые в этот период между Австрией и Россией были не слишком простыми. В 1880 году фон Лангенау вышел в отставку и уже в следующем году скончался в Вене. 
В 1856 году в Стокгольме Фердинанд фон Лангенау женился на скандинавской дворянке протестантского исповедания Амалии фон Хаффнер (1830 или 1833 — 1902), дочери камергера. В 1890 году, будучи вдовой и проживая в Вене, она привлекла к себе внимание тем, что приняла методизм.